# Tríon
Tríon (grec antic: Θρύον) o Trioessa (Θρυόεσσα) era una antiga ciutat de Trifília, a l'Èlida, que Homer esmenta al Catàleg de les naus, on diu que la ciutat era un dels dominis de Nèstor. Tríon també apareix a l'Himne homèric dedicat a Apol·lo. Homer explica que la ciutat es trobava al costat dels guals que travessaven el riu Alfeu. Al mateix passatge, el poeta l'anomena Trioessa i la situa sobre un turó elevat, i diu que va resistir amb valentia un setge dels epeus, quan van fer la guerra contra l'Èlida. Estrabó identificava aquesta ciutat amb Epitàlion, però no s'ha pogut demostrar amb certesa.